# Водолазово (селище)
Водола́зово (рос. Водолазово) — селище у складі Катайського району Курганської області, Росія. Входить до складу Нікітинської сільської ради.
Населення — 8 осіб (2010, 9 у 2002).
Національний склад станом на 2002 рік: росіяни — 100 %.